# Na Uschod. Wolność albo śmierć
Na uschod. Wolność albo śmierć – drugi album muzyczny nagrany w ramach projektu muzycznego R.U.T.A., którego pomysłodawcą i animatorem jest Maciej Szajkowski (Kapela ze Wsi Warszawa). Po pierwszym albumie Gore, będącym adaptacją pieśni chłopskich z Polski, drugi album czerpie z tradycyjnej twórczości chłopskiej z rejonu dzisiejszej Ukrainy, Rosji i Białorusi. Gościnnie występują na nim muzycy z Białorusi i Ukrainy. Autorem tłumaczeń tekstów na język polski jest Jacek Podsiadło. Na płycie znaleźć można również adaptację punkowej piosenki "Mama anarchija" rosyjskiej grupy Kino z 1986 roku.
Do płyty dołączona jest 120-stronicowa książeczka zawierająca oprócz tekstów piosenek i historii chłopskich Kresów również obszerny tekst o rosyjskiej scenie punkowej. Poza tym nagrano dwa klipy wideo do utworów "Ius primae noctis - Prawo pierwszej nocy" i "Batracka dola".

## Lista utworów
| 1.  | "Na uschod"                                                                               | 1:32  |
|     |                                                                                           |       |
| 2.  | "Sadoma"                                                                                  | 3:07  |
|     |                                                                                           |       |
| 3.  | "Batracka dola"                                                                           | 2:23  |
|     |                                                                                           |       |
| 4.  | "Drobna drabnica"                                                                         | 3:40  |
|     |                                                                                           |       |
| 5.  | "Mama - Anarchija"                                                                        | 2:00  |
|     |                                                                                           |       |
| 6.  | "Sonce"                                                                                   | 2:06  |
|     |                                                                                           |       |
| 7.  | "Oj, niech przyjdzie deszcz"                                                              | 4:03  |
|     |                                                                                           |       |
| 8.  | "Oj, Wasylu, Wasylu"                                                                      | 2:26  |
|     |                                                                                           |       |
| 9.  | "Pan nas męczył"                                                                          | 4:35  |
|     |                                                                                           |       |
| 10. | "Kto u pana nie służył, biedy jeszcze nie użył"                                           | 5:05  |
|     |                                                                                           |       |
| 11. | "Ius primae noctis - Prawo pierwszej nocy"                                                | 4:04  |
|     |                                                                                           |       |
| 12. | "HulajPole!"                                                                              | 4:49  |
|     |                                                                                           |       |
| 13. | "Żnijcie, żeńcy"                                                                          | 12:59 |
|     | (zawiera utwory bonusowe "A wże rokiw dwisti" w wykonaniu grupy Hulajhorod i "Elengedem") |       |
|     |                                                                                           | 52:49 |
|     |                                                                                           |       |